# Govone
Govone é uma comuna italiana da região do Piemonte, província de Cuneo, com cerca de 1.923 habitantes. Estende-se por uma área de 18 km², tendo uma densidade populacional de 107 hab/km². Faz fronteira com Castagnole delle Lanze (AT), Costigliole d'Asti (AT), Magliano Alfieri, Priocca, San Damiano d'Asti (AT), San Martino Alfieri (AT).

## Demografia
| Variação demográfica do município entre 1861 e 2011                               |
|                                                                                   |
| Fonte: Istituto Nazionale di Statistica (ISTAT) - Elaboração gráfica da Wikipedia |